# Aaran Lines
Aaran Lines (* 21. Dezember 1976 in Lower Hutt) ist ein ehemaliger neuseeländischer Fußballspieler und heutiger -trainer und -funktionär. Bis 2004 war er außerdem Nationalspieler seines Landes.

## Spielerkarriere

### Jugend
Als Jugendlicher spielte Lines bei Halswell United. Dort wurde er von einem Scout aus Deutschland entdeckt und zu Werder Bremen transferiert. Bei Werder Bremen war Lines zwischen 1993 und 1995 in der A-Jugend-Mannschaft aktiv.

### Vereinskarriere
Zur Saison 1995/1996 gelang Lines der Sprung in die zweite Mannschaft von Werder Bremen. Im Sommer 1997 wechselte er zu Kickers Emden, für die er 40-mal spielte.
1998 ging Lines zum VfL Osnabrück. Dort kam er in 14 Spielen zum Einsatz und erzielte ein Tor. Nach einer Saison verließ er den VfL Osnabrück und kehrte 1999 nach Neuseeland zurück, wo er bei den New Zealand Knights einen Vertrag unterschrieb. Bei den New Zealand Knights konnte Lines sich allerdings nicht durchsetzen und kam in drei Saisons auf nur 30 Einsätze.
Nach drei Jahren in Neuseeland zog es Lines Anfang 2002 wieder nach Deutschland. Er fand mit dem Dresdner SC einen neuen Verein in der damals drittklassigen Fußball-Regionalliga. Nach nur sechs Monaten verließ er Dresden wieder und wechselte nach Polen zu Ruch Chorzów, ein Jahr später wechselte er innerhalb Polens zu Arka Gdynia.
Auch in den folgenden Jahren wechselte Lines weiterhin mehrfach den Verein: 2004 unterschrieb er einen Vertrag bei Borussia Freialdenhoven in der deutschen Oberliga Niederrhein, verließ den Oberligisten aber nach sechs Monaten Ende des Jahres 2004 wieder. Er wechselte in die USA zu den Portland Timbers in die United Soccer League. Bei den Portland Timbers agierte er während der Saison 2005 als Stammspieler und wurde in 23 Spielen eingesetzt. Dabei gelang ihm ein Tor.
Zur USL-Saison 2006 wechselte Lines innerhalb der USL zu den Rochester Raging Rhinos, wo er in den Saisons 2006 und 2007 aktiv war. Bei den Rhinos wurde er insgesamt 43 Mal eingesetzt, er erzielte zwei Tore.
2008 wechselte Lines nach Australien zum Richmond SC, wo er seine aktive Spielerkarriere in demselben Jahr schließlich beendete.

### Nationalmannschaft
Lines durchlief die verschiedenen Nachwuchsnationalmannschaften Neuseelands. So wurde er in der U-17-Auswahl, U-20-Auswahl und der U-23-Auswahl eingesetzt.
Im Jahr 1998 wurde er erstmals in die neuseeländischen Fußballnationalmannschaft berufen. 1998 und 2002 konnte er mit der neuseeländischen Auswahl den OFC-Nationen-Pokal gewinnen; beide Male wurden die Finalspiele gegen die Auswahl Australiens ausgetragen. Außerdem nahm er mit der Nationalmannschaft an den FIFA-Konföderationen-Pokalen in den Jahren 1999 und 2003 teil.
Insgesamt bestritt er zwischen 1998 und 2004 31 Spiele für sein Land und erzielte dabei vier Tore.

## Trainerkarriere
2009 übernahm Lines das Amt des Trainers bei den Buffalo Flash, einem Frauenfußball-Franchise aus Rochester in New York, das gerade neu gegründet worden war. Die Buffalo Flash spielten in der USL W-League. 2011 wurde das Franchise in Western New York Flash umbenannt. Zum Ende der Saison 2012 wurde die USL W-League aufgelöst, in diesem Zusammenhang folgte auch die Auflösung der Western New York Flash.
Im Jahr 2013 wurde die National Women’s Soccer League gegründet, wo erneut unter dem Namen Western New York Flash ein Franchise teilnimmt. Genau wie ein großer Teil der Spielerinnen folgte auch Lines als Trainer zu diesem neuen Franchise. Nach dem Ende der Saison 2015 trat Lines als Trainer und General Manager der Flash zurück und wurde Vizepräsident des Franchises.

## Erfolge
- OFC-Nationen-Pokal:
  - 1998, 2002